# Millettia bipindensis
Espèce
Millettia bipindensis Harms  est une espèce de plantes à fleurs de la famille des Fabaceae. C'est une liane ligneuse observée au sud du Cameroun et au nord du Gabon.

## Étymologie
L'épithète spécifique fait référence à Bipindi, une localité au sud du Cameroun.

## Description
Cette liane ligneuse (ou arbrisseau) possède des tiges aux branches rougeâtres à noirâtres pouvant atteindre 15 centimètres de diamètre. Ses branches sont fortement pubescentes voire glabres. 

## Habitat
Cette espèce se développe en forêt tropicale, souvent le long des cours d'eau, à basse et moyenne altitude.

## Distribution
L'espèce décrite par Harms en 1902 a été découverte en 1900 par Georg August Zenker au bord de la Lokoundjé. En 1964 elle a été observée au bord du Nyong, à 65 km d'Eséka. On l'identifiée également au nord du Gabon.